# 查尔姆斯港
查尔姆斯港（英語：Port Chalmers）是新西兰城市达尼丁的主要港口，人口约为3000。

## 地理位置

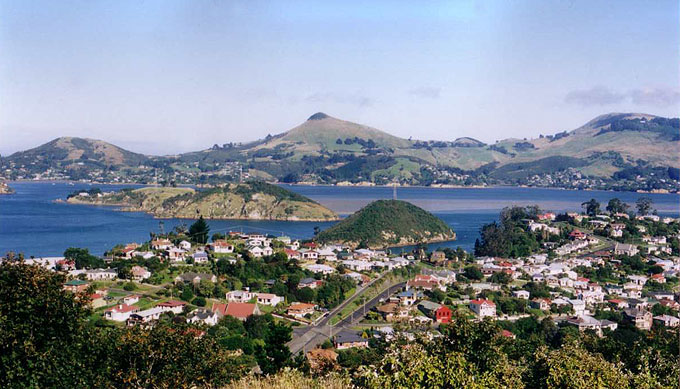
经过查尔姆斯港远眺奥他哥半岛

查尔姆斯港主要坐落在山势起伏的奥他哥半岛上，其东南方向与数个临近的小岛相连。尽管查尔姆斯港前方的海港经常被疏浚，与达尼丁的市中心相比较，大部分的海运活动均在该地完成。

## 历史

### 早期殖民
根据早期毛利人为查尔姆斯港所取的毛利译名或来推断，该地早期或被毛利人用作祭祀圣地。在这之后，该地由早期殖民者，维恩船长（Captain Wing）命名为查尔姆斯港，以纪念苏格兰有名的早期政治家，宗教领袖托马斯·查尔莫斯。在19世纪，港口已经展开各种海运服务，为达尼丁的快速发展奠定了不小的贡献。

### 20世纪以来
查尔姆斯港在人类探索南极洲的历史上占有相当重要的地位。他是英国海军军官和极地探险家罗伯特·斯科特在探索南极洲之前最后停留的海港，为纪念他这一壮举，一座相关的石像被放置在在达尼丁的城市中心。

## 当地文化与艺术
在查尔姆斯港与邻近区域汇集了很多充满创造力的艺术家，他们为该港口的全面发展贡献了不小的力量。很多知名的音乐家与艺术家均陶醉于该港口的美丽风光，并称它做自己的灵魂归宿。

## 知名的当地居民
- Pinky Agnew, 演员
- Arthur Winton Brown, 惠灵顿市长
- Learmonth White Dalrymple, 教育家
- William Dow Duncan, 全黑橄榄球运动员
- John Grenell, 真名为 John Hore,歌手
- Ralph Hotere, 艺术家
- Mary MacKillop (Saint Mary of the Cross), 澳大利亚第一圣人，曾经在该地居住
- Robert Scott, 音乐家
- Dougal Stevenson, 电视名人
- E. T. C. Werner, 汉学家，外交家